# Lorenzetti (empresa)
Lorenzetti é uma empresa brasileira, fundada em 1923 pelo engenheiro italiano Alessandro Lorenzetti, que atua no segmento de produtos para aquecimento de água, torneiras, chuveiros, louças sanitárias e sistemas elétricos.
Ao longo do tempo, a empresa construiu uma sólida reputação ao longo das décadas, sendo líder no segmento de duchas, chuveiros, torneiras elétricas e aquecedores de água.

## História
A história da Lorenzetti remonta ao início do século XX, quando o engenheiro italiano Alessandro Lorenzetti, vendo que no país faltava uma fabrica de parafusos, decide abrir uma fabrica na Mooca, em São Paulo e, em seguida, a empresa diversificou seus produtos com a produção de pinos e outros componentes para maquinário.
A década de 1940 marcou um momento significativo na história da empresa, com o lançamento de seu primeiro produto elétrico: o "chuveiro Lorenzetti". Esse evento marcou o início da empresa como um líder na fabricação de chuveiros e aquecedores elétricos, um segmento em que a Lorenzetti continua a se destacar até os dias de hoje.
Com uma reputação consolidada no mercado nacional, a Lorenzetti expandiu suas operações para outros países, exportando seus produtos para diversas regiões do mundo, principalmente América Latina e África.

## Fabricas
A empresa conta com cinco fábricas no Brasil, sendo quatro em São Paulo e uma em Poços de Caldas, Minas Gerais; sendo que a última aquisição foi em 2019, quando a empresa adquiriu o imóvel onde funcionou a fábrica da Arno, então sua vizinha no bairro da Mooca.